# Reino de Alódia
Alódia, também chamado de Aluá (em árabe: علوة; romaniz.: Alwa) ou Árua (em grego medieval: Aρογα; romaniz.: Aroua), foi um reino núbio situado no centro-sul do Sudão. Sua capital era Soba, localizada perto da moderna Cartum, na confluência do Nilo Azul e Nilo Branco. Fundado em algum momento após o colapso do Reino de Cuxe, em cerca de 350, foi citado pela primeira vez em 569. Foi o último dos três reinos núbios a se converter ao cristianismo em 580 após Nobácia e Macúria. Possivelmente alcançou seu zênite nos séculos IX-XII, quando os registros mostram que controlou muito do centro-sul do Sudão.
Superou seu vizinho Macúria, com o qual mantinha íntimos laços dinásticos, em tamanho, poder militar e bonança econômica. Alódia, um grande estado multicultural, era administrado por um rei poderoso e governadores provinciais nomeados por ele. A capital Soba, dita como cidade de "moradias extensas e igrejas cheias de ouro e jardins", prosperou como centro comercial. Os bens chegaram de Macúria, Oriente Médio, África Ocidental, da Índia e China. A alfabetização em núbio e grego floresceu.
A partir do século XII e, especialmente, do XIII, Alódia declinou, possivelmente por causa de invasões do sul, secas e mudança de rotas comerciais. No século XIV, pode ter sido devastado pela praga, enquanto tribos árabes começaram sua migração ao vale do Alto Nilo. Por volta de 1500, Soba caiu para os árabes ou para os funjes. Isso provavelmente marcou o fim de Alódia, embora algumas tradições orais sudanesas afirmassem que sobreviveu sob a forma do Reino de Fazogli dentro das fronteiras etíope-sudanesas. Após a destruição de Soba, os funjes estabeleceram o Sultanato de Senar, dando início a um período de islamização e arabização.

## Geografia

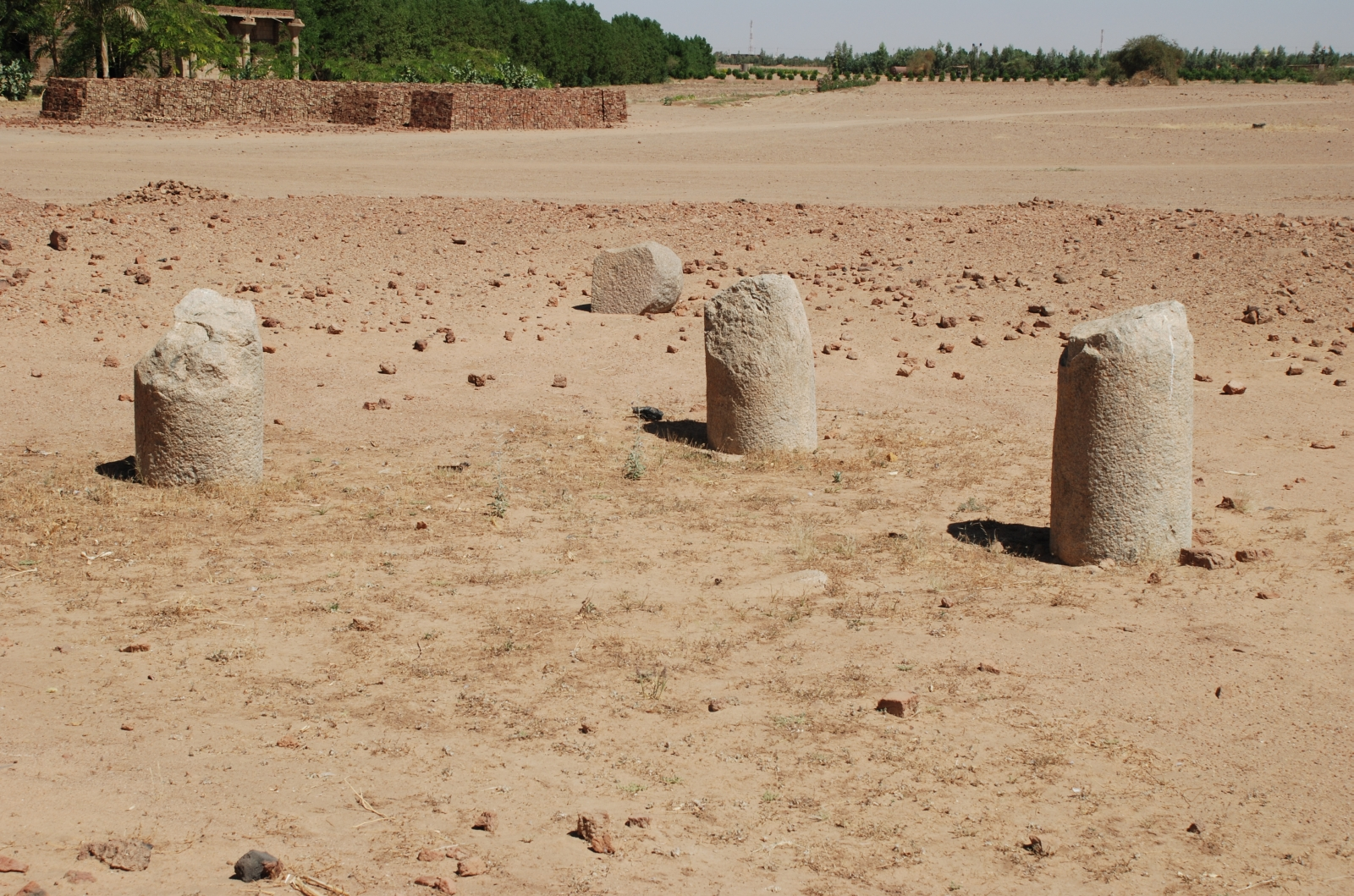
Restos de colunas da igreja do "Monte C", Soba

Alódia estava situada na Núbia, região que, na Idade Média, se estendia de Assuã, no sul do Egito, até um ponto indeterminado ao sul da confluência do Nilo Branco e Azul. O coração do reino era a Gezira, uma planície fértil delimitada pelo Nilo Branco, a oeste, e pelo Nilo Azul, a leste. Em contraste com o Vale do Nilo Branco, o Vale do Nilo Azul é rico em sítios arqueológicos alódios conhecidos, entre eles Soba. A extensão da influência alódia no sul não é clara, embora seja provável que faça fronteira com as terras altas da Etiópia. Os locais mais ao sul de Alódia estão nas proximidades da Senar.[a]
A oeste do Nilo Branco, ibne Haucal diferenciou Aljebliene, dominada por Macúria e talvez correspondeu ao norte do Cordofão, e Aladine dominada por Alódia, que foi identificada com os montes Nuba, e talvez se estendeu até Jebel Aliri, perto da fronteira moderna do Sudão do Sul. Conexões núbias com Darfur foram sugeridas, mas falta evidência. A região setentrional de Alódia quiçá se estendeu da confluência dos Nilo rio abaixo para Abu Hamade próximo da ilha de Mograte. Abu Hamade quiçá constituiu o entreposto mais setentrional da província de Alabuabe ("as portas"), mas alguns estudiosos também sugeriram uma localização mais meridional, mais próxima do rio Atbara. Nenhuma evidência para um grande assentamento alódio foi descoberta ao norte da confluência dos dois Nilo, embora vários fortes tenham sido registrados lá.
Entre o Nilo e Atbara estava Butana, pastagem apropriada ao gado. Ao longo do Atbara e do adjacente Marebe (próximo de Cassala), muitos locais cristãos foram notados. Segundo ibne Haucal, um rei vassalo leal a Alódia reinou na região ao redor de Marebe. Os relatos de ibne Haucal e ibne Selim sugerem que Alódia também controlava o deserto ao longo da costa do mar Vermelho.

## História

### Origens

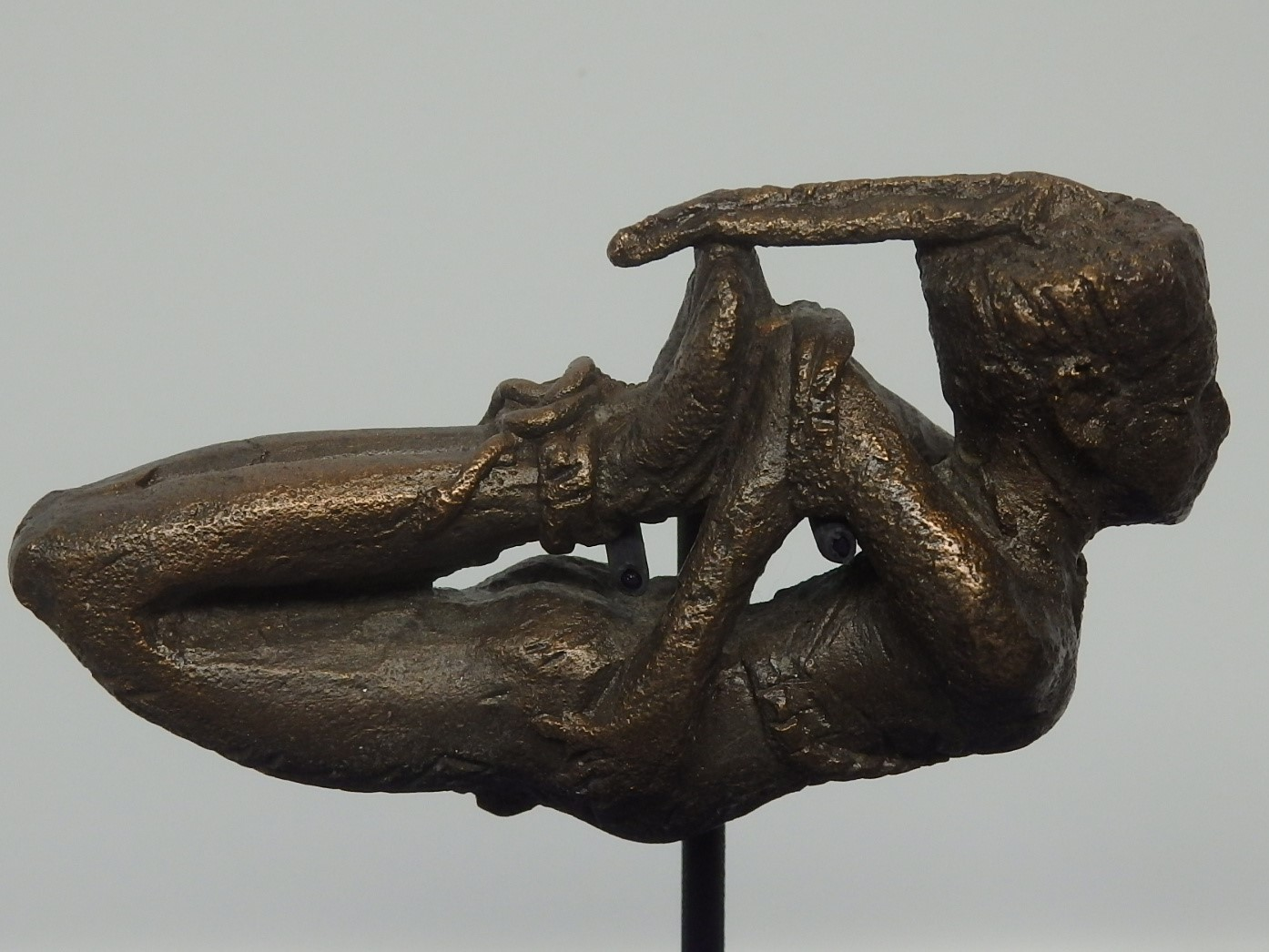
Figura de bronze cuxita, século I a.C.. A inscrição meroítica embaixo identifica o indivíduo como um rei núbio

O nome Alódia pode ser consideravelmente antigo, talvez aparecendo como Alute numa estela cuxita do fim do século IV a.C.. Aparece novamente como Aluá numa lista de cidades cuxitas do romano Plínio, o Velho (século I), que disse estar situado ao sul de Meroé. Outra cidade chamada Aluá aparece numa inscrição axumita do século IV, dessa vez perto da confluência dos rios Nilo e Atbara. No começo do século IV, Cuxe, que controlava muitas das margens de rio do Sudão, estava em declínio, e os núbios (falantes das línguas núbias) começaram a se assentar no vale do Nilo. Eles originalmente viviam a oeste do Nilo, mas mudanças no clima forçaram-os a se assentar a leste, resultando em guerras com Cuxe desde o século I a.C.. Meados do século IV, os núbios ocuparam boa parte da área sob Cuxe, enquanto se limitava a norte de Butana. Uma inscrição axumita cita os belicosos núbios ameaçando as fronteiras do Império de Axum ao norte do rio Tequezé, resultando numa expedição punitiva. Ela descreve a derrota núbia por forças axumitas e uma marcha subsequente à confluência do Nilo e Atbara. Lá, pilharam várias cidades cuxitas, incluindo Aluá.
A evidência arqueológica sugere que o Reino de Cuxe deixou de existir em meados do século IV. Se sabe que as expedições axumitas desempenharam papel direto em sua queda. Parece provável que a presença axumita na Núbia foi breve. Posteriormente, a região viu o desenvolvimento de centros regionais cujas elites foram sepultadas em grandes túmulos. Tais túmulos, dentro do que se tornaria Alódia, são conhecidos de Hogabi, Jebel Quici e talvez Jebel Aulia. Os túmulos escavados em Hogabi são datados do final do século IV e continham uma variedade de armas imitando rituais funerários reais cuxitas. No meio tempo, muitos templos e assentamentos cuxitas, incluindo a antiga capital Meroé, parecem ter sido abandonados. Os cuxitas foram absorvidos pelos núbios e sua língua foi substituída pelo núbio.
Como o Reino de Alódia surgiu é desconhecido. Sua formação foi concluída em meados do século VI, quando se diz que existiu junto aos outros reinos de Nobácia e Macúria no norte. Soba, que pelo século VI se desenvolveu num grande centro urbano, serviu como sua capital. Em 569, o Reino de Alódia foi citado pela primeira vez, sendo descrito por João do Éfeso como um reino à beira da cristianização. Independentemente de João do Éfeso, a existência do reino é também verificada num documento grego do Egito bizantino do fim do século VI, descrevendo a venda de uma escrava alódia.

### Cristianização e zênite

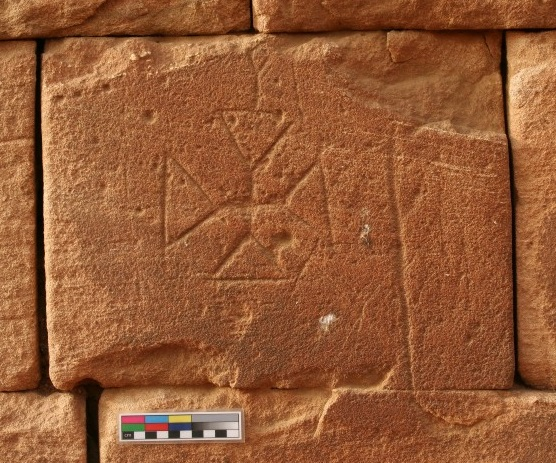
Cruz grafitada em Muçauarate Sufra

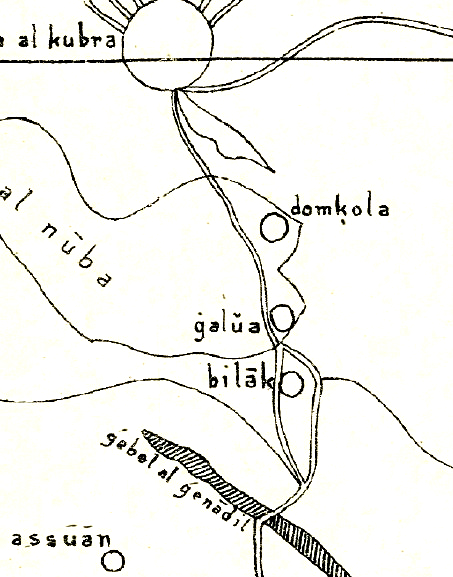
Mapa invertido da Núbia por Dreses (1192). Alódia ("Galua") é erronamente descrita ao norte de Macúria ("Doncola", após Dongola, a capital de Macúria)

O relato de João descreve os eventos em torno da cristianização de Alódia em detalhe. Como o mais meridional dos três reinos núbios, foi o último a ser convertido ao cristianismo. Segundo João, o rei alódio estava ciente da conversão da Nobácia em 543 e lhe pediu que enviasse um bispo que pudesse batizar seu povo. O pedido foi atendido em 580, terminando no batismo do rei, sua família e a nobreza. Assim, Alódia tornou-se parte do mundo cristão sob o patriarcado copta de Alexandria. Após a conversão, vários templos pagãos, como aquele em Muçauarate Sufra, foram talvez convertidos em igrejas. A extensão e velocidade com que a nova fé se espalhou entre a população alódia é incerta. Apesar da conversão da nobreza, é provável que a cristianização da população rural tivesse prosseguido devagar, se é que o fez.
Entre 639 e 641, os árabes muçulmanos conquistaram o Egito do Império Bizantino. Macúria, que por essa época se unificou com a Nobácia, afastou duas invasões subsequentes, uma em 641/642 e outra em 652. No rescaldo, árabes e Macúria assinaram o Bacte, um tratado de paz que incluía uma troca anual de presentes e regulações sócio-econômicos entre árabes e núbios. Alódia foi citada explicitamente no tratado como não sendo afetada por ele. Embora falharam em conquistar a Núbia, os árabes se assentaram junto a costa oeste do mar Vermelho. Fundaram as cidades portuárias de Aidabe e Badi no século VII e Suaquém, primeiro citada no X. Desde o século IX, avançaram pelo interior, assentando entre os bejas por todo o Deserto Oriental. A influência árabe ficaria confinada ao leste do Nilo até o século XIV.
Com base na evidência arqueológica, foi sugerido que Soba atingiu seu zênite de desenvolvimento entre os séculos IX e XII. No IX, o reino foi, mas brevemente, descrito pela primeira vez pelo historiador árabe Iacubi. Em seu curto relato, aparece como o mais forte dos dois reinos núbios, sendo um país que requer uma viagem de três meses para atravessar. Também registrou que os muçulmanos ocasionalmente viajavam lá. Em meados do século X, foi visitado pelo viajante e historiador ibne Haucal, resultando no relato mais compreensível conhecido do reino. Descreveu a geografia e povo em considerável detalhe, dando a impressão de um Estado grande e poliétnico. Também notou sua prosperidade, tendo uma "cadeia ininterrupta de vilas e uma faixa contínua de terras cultivadas". Quando ibne Haucal chegou, o rei se chamada Eusébio, que ao morrer, foi sucedido por seu sobrinho Estêvão. Outro rei alódio desse período era Davi, que é conhecido de uma tumba em Soba. Seu governo foi inicialmente datado de 999-1015, mas baseado em bases paleográficas, é agora datado mais amplamente nos séculos IX e X.
O relato de ibne Haucal descreveu a geografia de Alódia foi amplamente confirmada por ibne Selim de Assuã, um embaixador fatímida enviado a Macúria, que viajou a Alódia. Similar à descrição de Iacubi, foi notada como sendo mais poderosa, extensa e de exército maior do que Macúria. A capital Soba foi uma cidade próspera com "moradias extensas e igrejas cheias de ouro e jardins", enquanto também tem um grande bairro muçulmano. Abul Macarim (século XII) foi o último historiador a se referir a Alódia em detalhe. Ainda era descrito como um grande reino cristão abrigando cerca de 400 igrejas. Uma delas, particularmente grande e finamente construída, estava localizado em Soba, chamada de "Igreja de Mambali". Dois reis alódios, Basílio e Paulo, são citados no século XII em cartas árabes de Forte Ibrim.

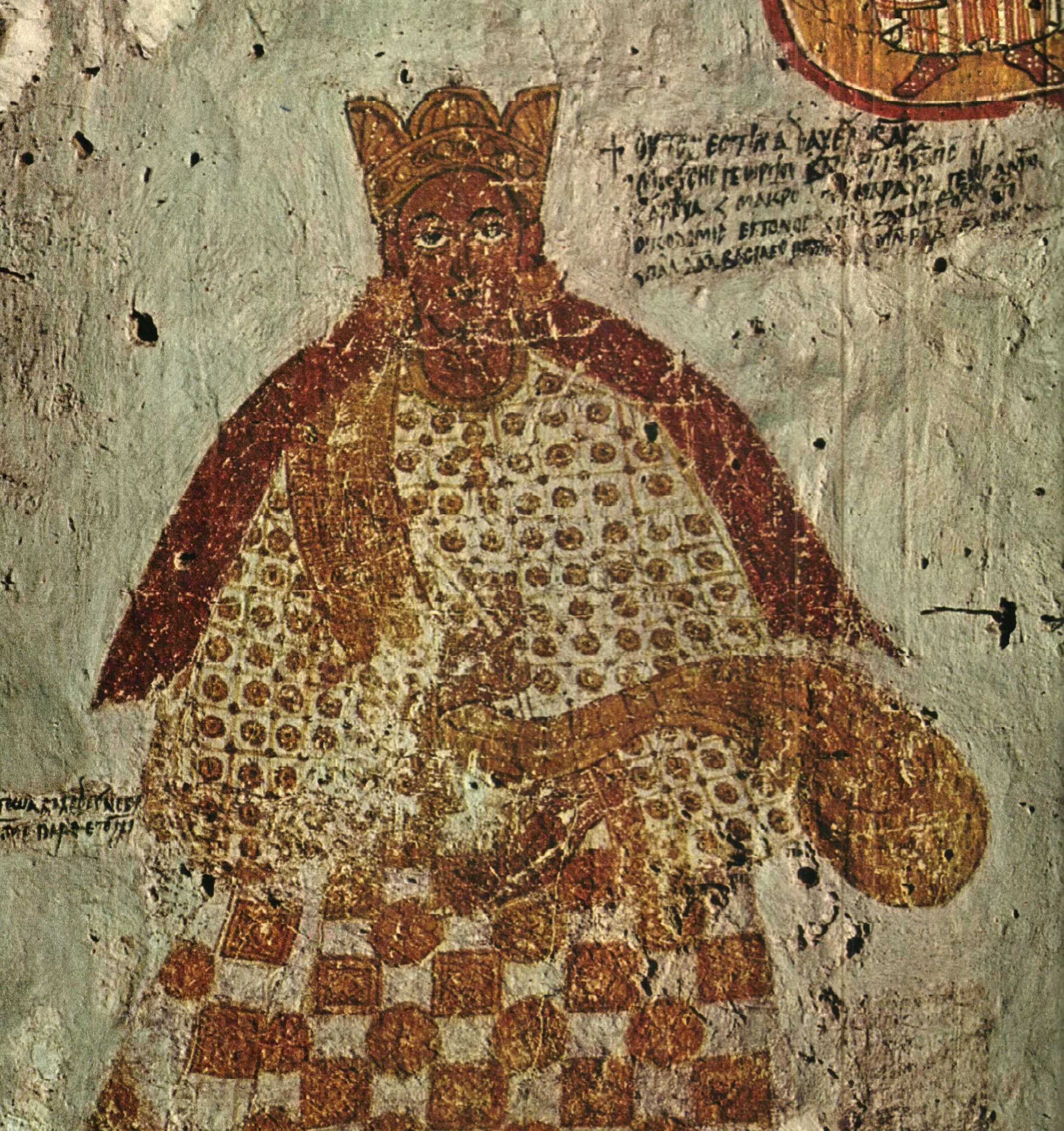
Pintura mural de Moisés Jorge em Faras

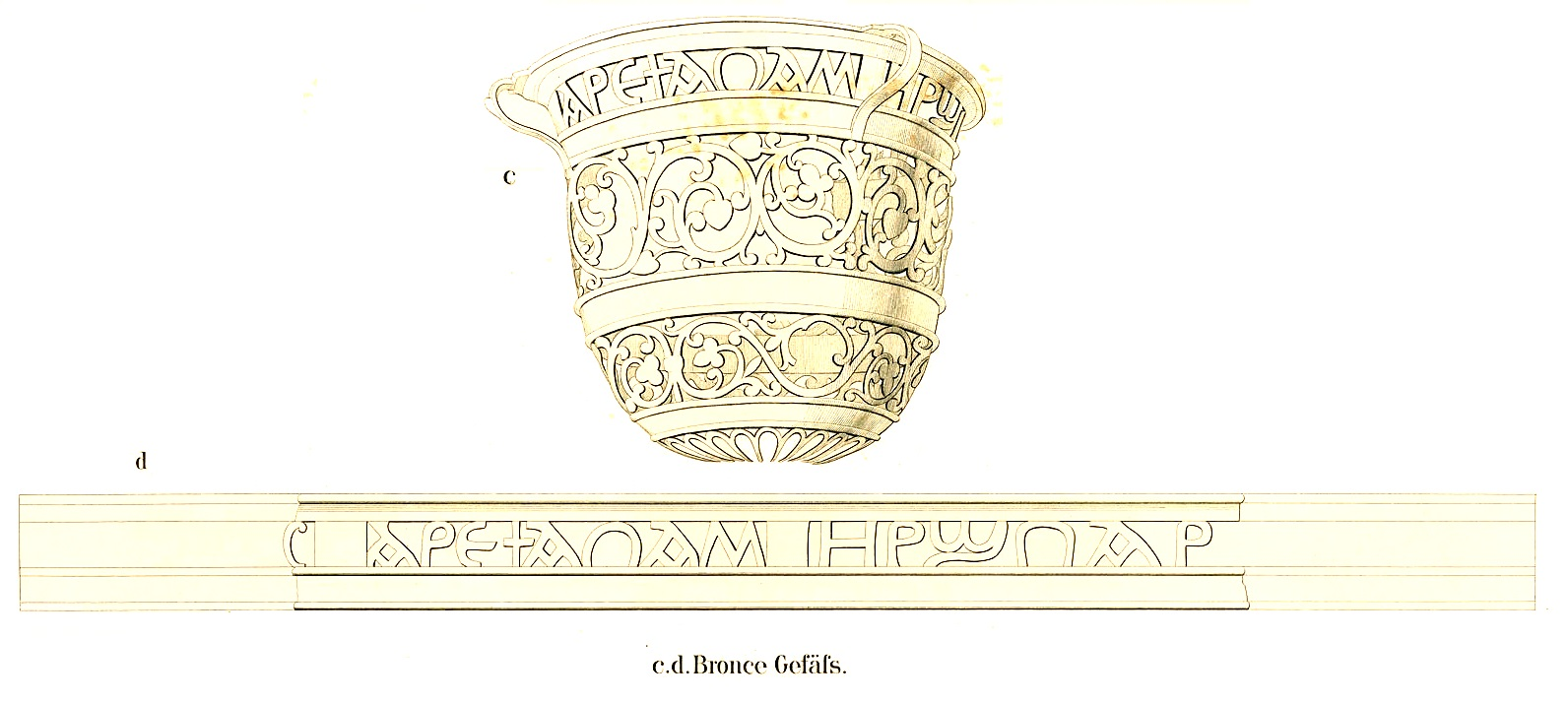
Incensário de bronze com inscrição núbia danificada. Alegadamente de Soba

Há evidência de que em certos períodos houve íntimas relações entre as famílias reais alódia e macúria. É possível que o trono passou frequentemente para um rei cujo pai era da família real do outro Estado. O nubiólogo Włodzimierz Godlewski afirma que foi sob o rei macúrio Mercúrio (início do século VIII) que os reinos começaram a se aproximar.  Em 943, Almaçudi escreveu que o rei macúrio governou Alódia, enquanto ibne Haucal escreveu que o oposto também ocorreu. O século XI viu a aparição de uma nova coroa real na arte macúria; foi sugerido que isso derivou da corte alódia. O rei Moisés Jorge, que é conhecido por ter governado a Macúria na segunda metade do século XII, muito provavelmente governou ambos os reinos via união pessoal. Considerando que em seu título real ("rei dos Aruades e Macuritas"), Alódia é citada antes de Macúria, pode ter sido inicialmente um rei alódio.

### Declínio
A evidência arqueológica de Soba sugere seu declínio, e portanto possivelmente de Alódia, desde o século XII. Em ca. 1300, Alódia estava em declínio bem avançado. Nenhuma cerâmica ou vidraria foi identificada em Soba. Duas igrejas foram aparentemente destruídas durante o século XIII, embora foram reconstruídas pouco depois. Foi sugerido  que Alódia estava sob ataque de um povo africano, possivelmente nilótico, chamado Damadim que se originou na região fronteiriça dos atuais Sudão e Sudão do Sul, junto do rio Barel Gazal. Segundo o geógrafo ibne Saíde Almagribi, atacaram a Núbia em 1220. Soba pode ter sido conquistada à época e sofreu ocupação e destruição. No fim do século XIII, outra invasão por um povo inespecífico do sul ocorreu. No mesmo período, o poeta Alharrani escreveu que a capital alódia agora era Uailula e que era "muito grande" e estava "construída na marge esquerda do Nilo". No início do século XIV, o geógrafo Xameçadim de Damasco escreveu que a capital era um lugar chamado Cuxa, situado longe do Nilo, onde a água era obtida de poços.
Fatores econômicos também parecem ter desempenhado parte no declínio de Alódia. Do século X ao XII, a costa oriental africana viu o surgimento de novas cidades comerciais como Quíloa, que eram competidores mercantis diretos, pois exportavam produtos similares à Núbia. Um período de várias secas ocorrendo na África subsaariana entre 1150 e 1500 também teria afetado a economia núbia. A evidência arqueológica de Soba sugere que a cidade sofreu de cultivo e pastoreio excessivo.

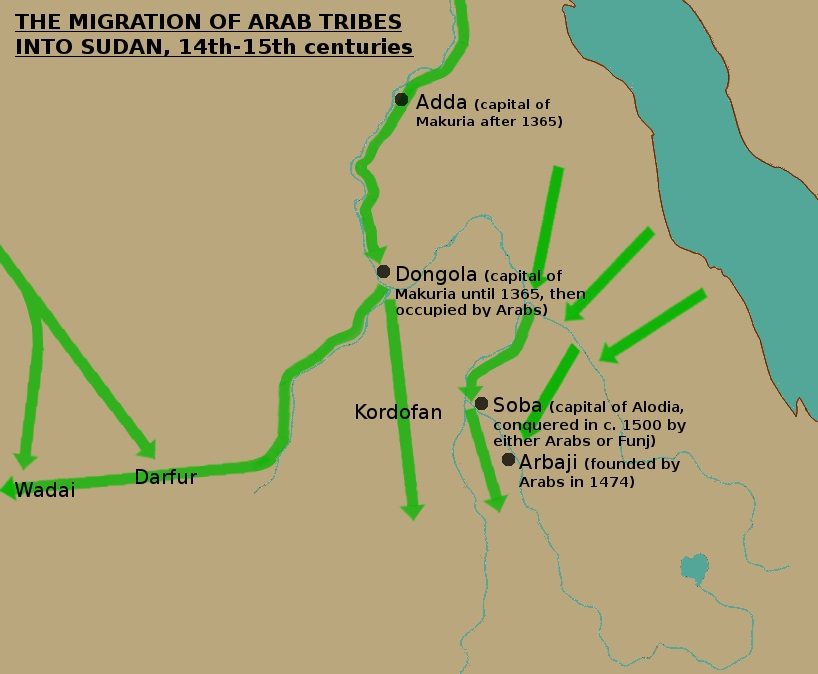
Migrações árabes em direção ao Sudão. Séculos XIV-XV

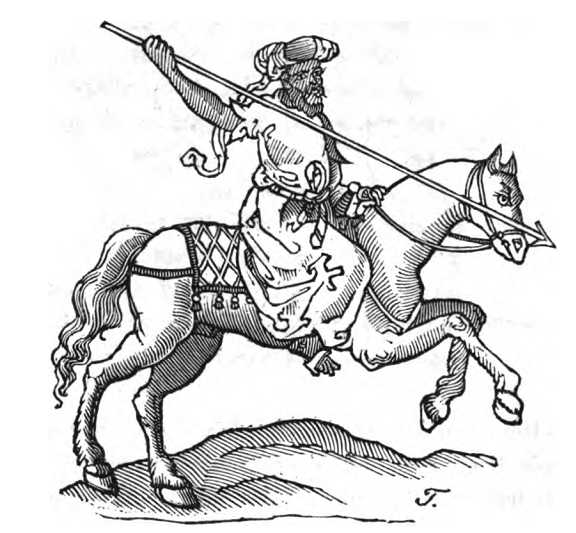
Cavaleiro árabe de fins do século XV segundo Arnold von Harff

Em 1276, Alabuabe, antes referido como sua província mais setentrional, foi citado como um reino dissidente independente, dominando vastos territórios. As circunstâncias exatas de sua secessão e relações com Alódia permanecem incertas Baseado na cerâmica, foi sugerido que Alabuabe continuou a prosperar até o século XV e talvez até mesmo no XVI. Em 1286, um príncipe mameluco enviou mensageiros a vários governantes no centro do Sudão. Não está claro se ainda eram súditos de Soba ou independentes, indicando a fragmentação de Alódia em múltiplos estados insignificantes no fim do século XIII. Em 1317, uma expedição mameluca perseguiu bandidos árabes até o sul em Cassala em Taca (uma das regiões que receberam um mensageiro mameluco em 1286), marchando através de Alabuabe e Macúria em seu retorno.
Nos séculos XIV e XV, muito do atual Sudão foi invadido por tribos árabes. Talvez tenham lucrado com a praga que assolou a Núbia em meados do século XIV, matando muitos núbios sedentários, mas não afetando os árabes nômades. Se misturaram à população sobrevivente, gradualmente tomando controle sobre a terra e pessoas, beneficiando-se grandemente de sua grande população na disseminação de sua cultura. A primeira migração árabe registrada à Núbia data de 1324. Foi a desintegração de Macúria no fim do século XIV que, para o arqueólogo William Y. Adams, fez com que as "comportas explodissem".  Muitos, inicialmente vindos do Egito, seguiram o curso do Nilo até chegarem a Adaba. Aqui, se dirigiram para oeste para migrar junto ao Uádi Almalique até alcançar Darfur ou Cordofão. Alódia, em particular Butana e Gezira, eram alvo dos que viveram entre os bejas no Deserto Oriental por séculos.
Inicialmente, o reino foi capaz de exercer autoridade sobre alguns dos grupos árabes recém-chegados, forçando-os a pagar tributo. A situação ficou cada vez mais precária à medida que mais árabes chegavam. Na segunda metade do século XV, os árabes haviam se estabelecido em todo o vale do Nilo, no Sudão, com exceção da área ao redor de Soba, que era tudo o que restava do domínio de Alódia. Em 1474, foi registrado que os árabes fundaram a cidade de Arbaji no Nilo Azul, que rapidamente se tornaria importante centro de comércio e aprendizado islâmico. Por volta de 1500, os núbios foram registrados como estando num estado de total fragmentação política, já que não tinham rei, mas 150 soberanias independentes centralizavam-se em torno de castelos de ambos os lados do Nilo. A arqueologia atesta que Soba estava largamente arruinada por esse tempo.

### Queda
Não está claro se o Reino de Alódia foi destruído pelos árabes sob Abedalá Jama ou pelo funjes, um grupo africano do sul liderado por seu rei Amara Duncas; a maioria dos estudiosos modernos concorda agora que caiu devido aos árabes. Abedalá Jama ("Abedalá, o Coletor"), o ancestral epônimo da tribo sudanesa dos abedalabes, era um árabe Rufaa que, de acordo com as tradições sudanesas, estabeleceu-se no vale do Nilo depois de vir do leste. Consolidou seu poder e estabeleceu sua capital em Querri, ao norte da confluência dos dois Nilo. No fim do século XV, reuniu as tribos árabes para agir contra a "tirania" alódia, como é chamada, que foi interpretada como tendo um motivo econômico-religioso. Os árabes muçulmanos não aceitavam mais o domínio nem a taxação de um governante cristão. Sob a liderança de Abedalá, Alódia e sua capital, Soba, foram destruídas, resultando em um espólio rico, como uma "coroa enfeitada de joias" e um "famoso colar de pérolas e rubis".

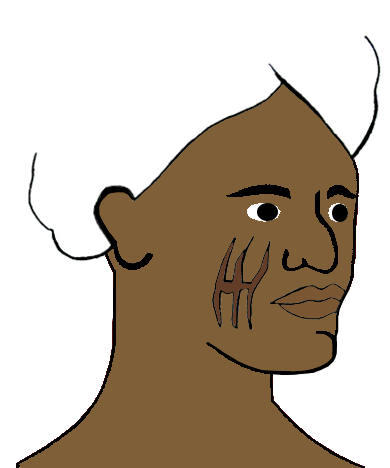
Abedalabe com a típica escarificação tribal

De acordo com outra tradição registrada em documentos antigos de Xendi, Soba foi destruída por Abedalá Jama em 1509, já tendo sido atacada em 1474. Diz-se que a ideia de unir os árabes contra Alódia já estava na mente de um emir que viveu entre 1439 e 1459. Para este fim, migrou de Bara, no Cordofão, para uma montanha perto de Edueim, no Nilo Branco. Sob o seu neto, o emir Humaidã, o Nilo Branco foi atravessado. Lá, conheceu outras tribos árabes e atacou Alódia. O rei de Alódia foi morto, mas o "patriarca", provavelmente o arcebispo de Soba, fugiu, mas logo retornou para Soba. Um rei fantoche foi coroado e um exército de núbios, bejas e abissínios foi reunido para lutar "por uma questão de religião". Enquanto isso, a aliança árabe estava prestes a fraturar, mas Abedalá Jama os reuniu, enquanto também se aliava ao rei fuje Amara Duncas. Juntos, finalmente derrotaram e mataram o patriarca, arrasando Soba depois e escravizando sua população.
A Crônica Funje, uma história de múltiplos autores do Sultanato Funje compilada no século XIX, atribui a destruição de Alódia ao rei Amara Duncas; também foi aliado de Abedalá Jama. Este ataque é datado do século IX após a Hégira (c. 1396–1494). Depois, Soba é dito ter servido como a capital funje até a fundação da Senar em 1504. O Tabaqat Dayfallah, uma história do sufismo no Sudão (c. 1700), menciona brevemente que os funjes atacaram e derrotaram o "Reino dos Nuba" em 1504-1505.

### Legado
O historiador Jay Spaulding propõe que a queda de Soba não era necessariamente o fim de Alódia. De acordo com o viajante judeu Davi Reubeni, que visitou o país em 1523, ainda havia um "reino de Soba" na margem oriental do Nilo Azul, embora explicitamente observasse que Soba estava em ruínas. Isto corresponde às tradições orais do Alto Nilo Azul, que afirmam que Alódia sobreviveu à queda de Soba e ainda existiu ao longo do Nilo Azul. Gradualmente recuou às montanhas de Fazogli nas fronteiras etíope-sudanesas, formando o Reino de Fazogli. Escavações recentes no oeste da Etiópia parecem confirmar a teoria de uma migração alódia. Os funjes conquistaram Fazogli em 1685 e sua população, conhecida como Hamaje, tornou-se parte fundamental de Senar, tomando o poder em 1761-1762. Recentemente, em 1930 os moradores de Hamaje, no sul de Gezira, juravam por "Soba, a casa de meus avós e avós, que podem fazer a pedra flutuar e a bola de algodão afundar".

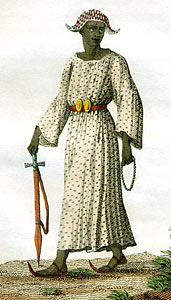
Manjil (régulo) funje do início do século XIX de Fazogli como descrito por Frédéric Cailliaud. Em sua cabeça usa uma taqiya umm qarnein

Em 1504-1505, os funjes fundaram o Sultanato Funje, incorporando o domínio de Abedalá Jama, que, segundo algumas tradições, aconteceu após uma batalha em que Amara Duncas o derrotou. Os funjes mantiveram alguns costumes núbios medievais, como o uso de coroas com feições parecidas com chifres bovinos, chamadas taqiya umm qarnein, o ato de barbear a cabeça do rei em sua coroação, e, para Jay Spaulding, o costume de criar príncipes separadamente de suas mães, sob estrito confinamento. O rescaldo da queda de Alódia viu extensa arabização, com os núbios abraçando o sistema tribal dos imigrantes. Aqueles que viviam ao longo do Nilo entre Adaba no norte e a confluência dos dois Nilo no sul foram incluídos na tribo jaaline. Para leste, oeste e sul dos jaaline, o país era agora dominado por tribos que reivindicavam uma ascendência juaínas. Na área no entorno de Soba, a identidade tribal abedalabe prevaleceu. O núbio foi falado no Sudão central até o século XIX, quando foi substituído pelo árabe. O Sudão-árabe preservou muitas palavras de origem núbia, e nomes de lugares núbios podem ser encontrados tão ao sul como o estado do Nilo Azul.
O destino do cristianismo na região permanece em grande parte desconhecido. As instituições da igreja teriam entrado em colapso juntamente com a queda do reino, resultando no declínio da fé cristã e a ascensão do islã. Grupos islamizados do norte da Núbia começaram a fazer proselitismo com a Gezira. Já em 1523, Amara Duncas, que inicialmente era um cristão nominal ou pagão, foi considerado muçulmano. No entanto, no século XVI, grandes parte dos núbios ainda se consideravam cristãos. Um viajante que visitou a Núbia por volta de 1500 confirma isso, embora também esteja dizendo que os núbios estavam tão carentes de instrução cristã que não tinham conhecimento da fé. Em 1520, os embaixadores núbios chegaram à Etiópia e pediram ao imperador sacerdotes. Eles alegaram que mais nenhum sacerdote poderia alcançar a Núbia por causa das guerras entre os muçulmanos, levando a um declínio do cristianismo em suas terras. Na primeira metade do século XVII, uma profecia feita pelo xeque sudanês Idris Uade Alarbabe mencionou uma igreja nas montanhas Nuba. Ainda no início da década de 1770, dizia-se que havia principado cristão na área da fronteira etíope-sudanesa chamado Xaira. Rituais apotropaicos cindos de práticas cristãs sobreviveram à conversão ao Islã. No século XX, várias práticas de origem indubitavelmente cristã eram "comuns, embora não universalmente, em Ondurmã, Gezira e Cordofão", geralmente girando em torno da aplicação de cruzes em humanos e objetos.[b]
Soba, que permaneceu habitada pelo menos até o início do século XVII, serviu, entre muitos outros locais alódios em ruínas, como um suprimento constante de tijolos e pedras para vizinhos santuários Cuba dedicados aos homens santos sufistas. No início do século XIX, muitos dos tijolos restantes em Soba foram saqueados à construção de Cartum, a nova capital do Sudão Turco-Egípcio.

## Administração

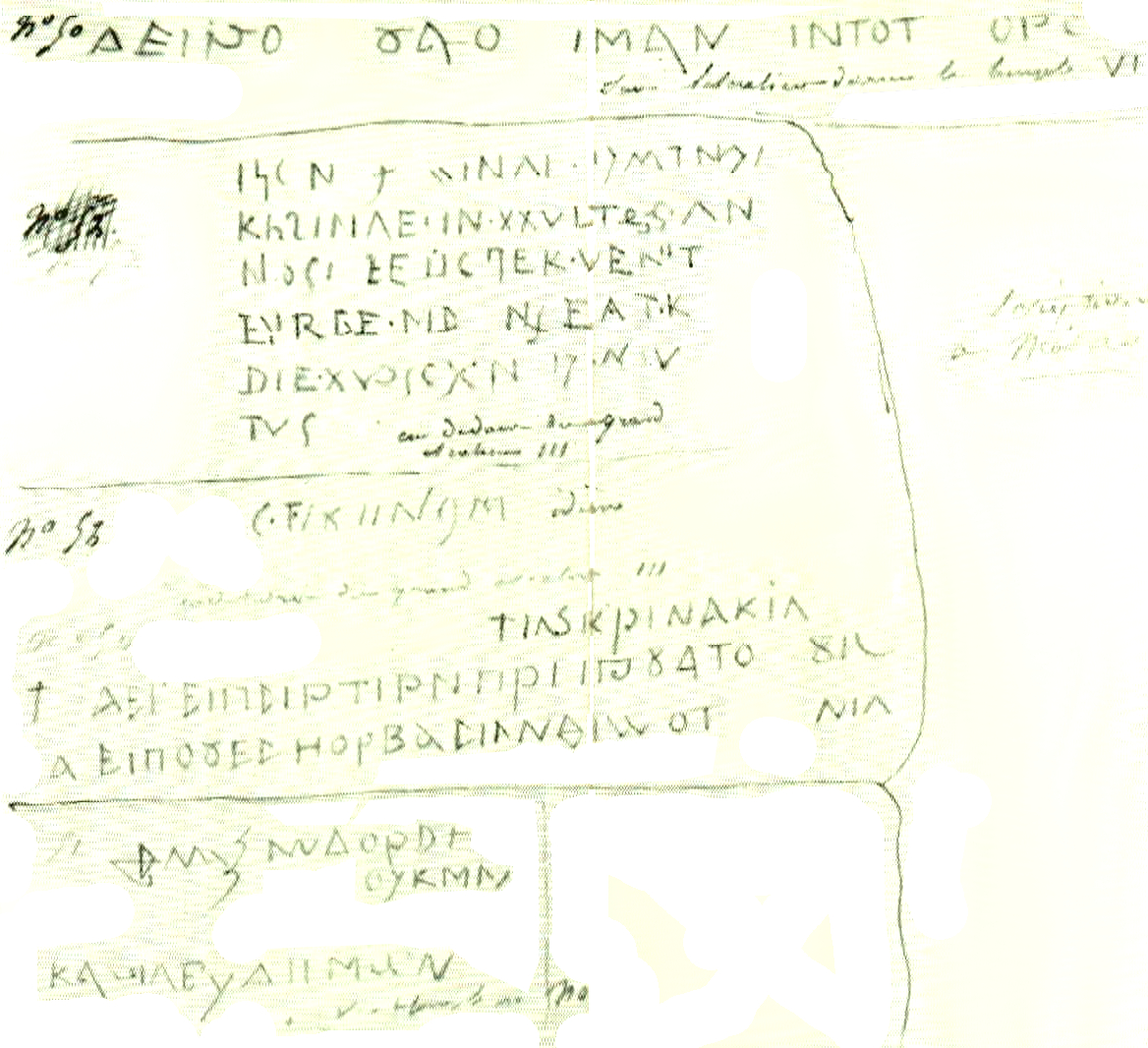
Grafite núbio de Muçauarate Sufra

Apesar da informação sobre o governo de Alódia seja esparsa, era talvez semelhante à de Macúria. O chefe de Estado era o rei que, de acordo com ibne Selim, reinou como monarca absoluto. Foi registrado como sendo capaz de escravizar qualquer um de seus súditos à vontade, que não se oporiam a sua decisão, mas se prostraram diante dele. Como em Macúria, a sucessão ao trono era matrilinear: era o filho da irmã do rei, não seu filho, que sucedia-o. Pode haver evidência de que existia um acampamento real móvel, embora a tradução da fonte original, Abul Macarim, não seja certa. Sabe-se que tribunais móveis semelhantes existiram no início do Sultanato Funje, na Etiópia e em Darfur.
O reino foi dividido em várias províncias sob a soberania de Soba. Parece que os delegados do rei governaram-as. Ibne Salim afirmou que o governador da província do norte de Alabuabe foi nomeado pelo rei. Isso foi semelhante ao que ibne Haucal disse à região do delta do Marebe, que era governada por um arabófono. Em 1286, emissários mamelucos foram enviados aos governantes no centro do Sudão. Não está claro se esses governantes eram realmente independentes, ou se permaneciam subordinados ao rei de Alódia. Se este fosse o caso, isso forneceria uma compreensão da organização territorial do reino. O "saíbe" de Alabuabe parece ter sido independente. Além dela, as seguintes regiões aparecem: Alanague (talvez Fazugli); Ari; Bara; Befal; Danfu; Quedru (talvez após Cadero, uma aldeia ao norte de Cartum); Querça (Gezira); e Taca (a região ao redor do Delta do Marebe).

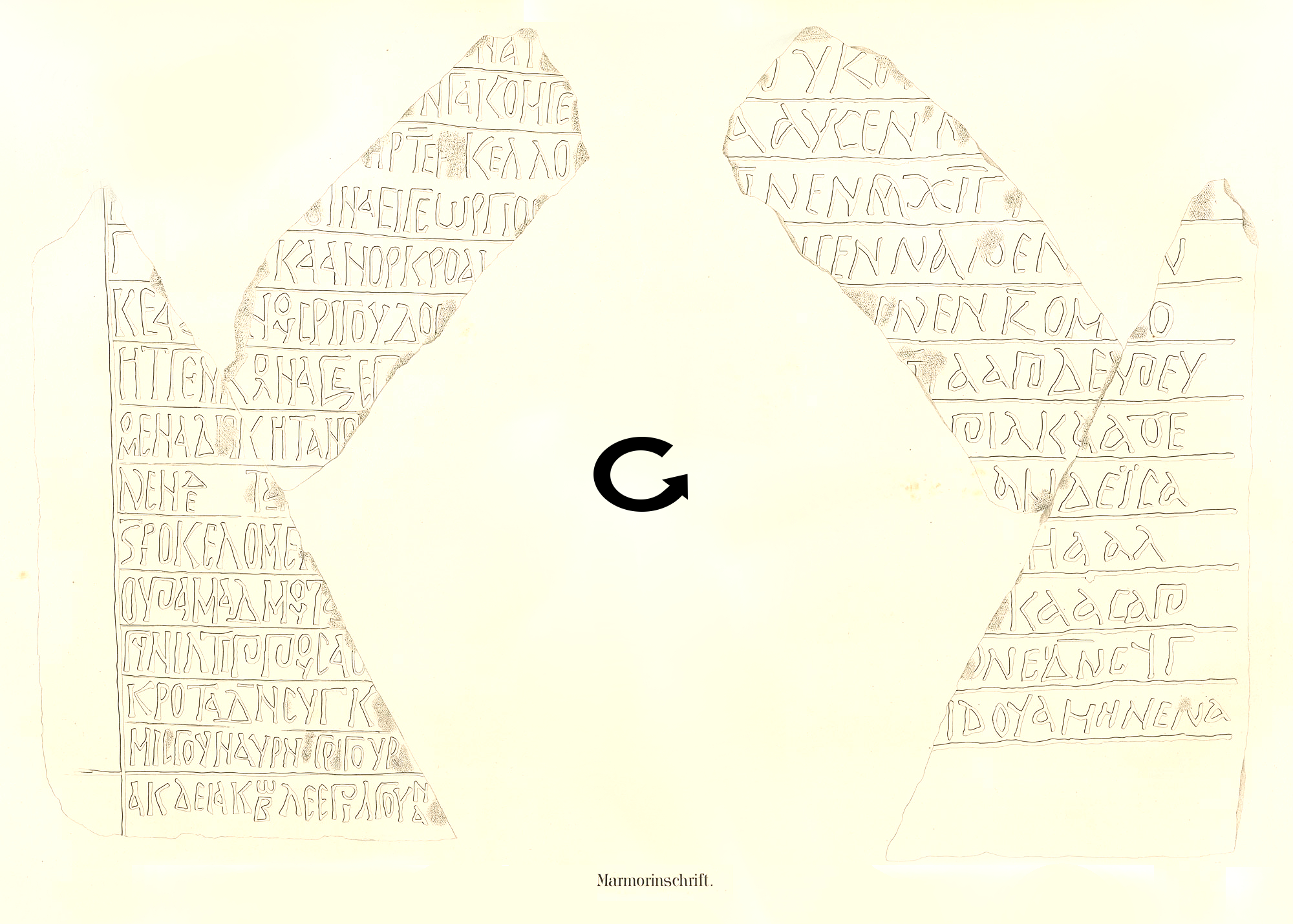
Mármore fragmentado com inscrição núbia

Estado e Igreja estavam entrelaçados em Alódia, com os reis alódios provavelmente servindo como seus patronos. Os documentos coptas observados por Johann Michael Vansleb no final do século XVII listam os seguintes bispados locais: Arodias (Soba), Martim, Borra, Gargara, Banazi e Menqueça; os bispos eram dependentes do patriarca copta de Alexandria. Alódia pode ter tido exército permanente, no qual a cavalaria provavelmente projetou força e simbolizou autoridade real nas províncias. Por sua velocidade, os cavalos também eram importantes à comunicação, fornecendo um serviço de correio rápido entre a capital e suas províncias. Além de cavalos, os barcos também desempenharam um papel central na infra-estrutura de transporte.

## Cultura

### Língua

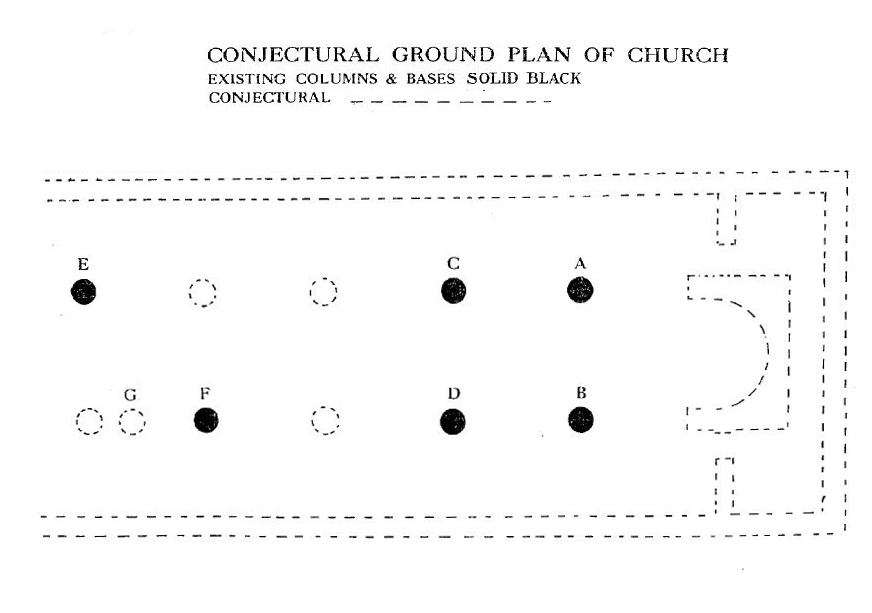
Plano sugerido da igreja do "Monte C", Soba

Embora Alódia fosse politétnica e, portanto, polilingual, era essencialmente um Estado núbio cuja maioria falava uma língua núbia.  Com base nas evidências existentes limitadas, a língua núbia alódia, embora intimamente relacionada, parece ter sido distinta da língua nobre antiga da Núbia setentrional. Na década de 1830, dizia-se que uma língua núbia ainda estava sendo falada tão ao sul quanto Berber, perto da junção do Nilo e Atbara. Era supostamente semelhante a quenzi, mas com muitas diferenças. A língua alódia foi escrita numa variante do alfabeto grego, como foi em Macúria, mas tinha cinco ou seis letras adicionais desconhecidas para o alfabeto nobiin antigo.
Embora o grego, uma língua sacra de prestígio, fosse usado, não parece ter sido falado. Um exemplo do uso do grego em Alódia é a lápide do rei Davi de Soba, onde está escrito com gramática bastante correta. Ibne Salim observou que os livros eram escritos em grego e depois traduzidos para o idioma núbio. A liturgia cristã também estava em grego. O copta provavelmente foi usado para se comunicar com o patriarca de Alexandria, mas escritos coptas permanecem muito esparsos.
Além do núbio, uma multidão de línguas era falada em todo o reino. Nas montanhas de Nuba, várias línguas cordofanesas ocorreram junto com dialetos do núbio montanhês. A montante, ao longo do Nilo Azul, as línguas do Sudão Oriental, como berta ou gumuz, eram faladas. Nos territórios orientais viviam os bejas, que falavam sua própria língua cuxita, assim como os árabes semitas e os tigrés.

### Arquitetura eclesiástica

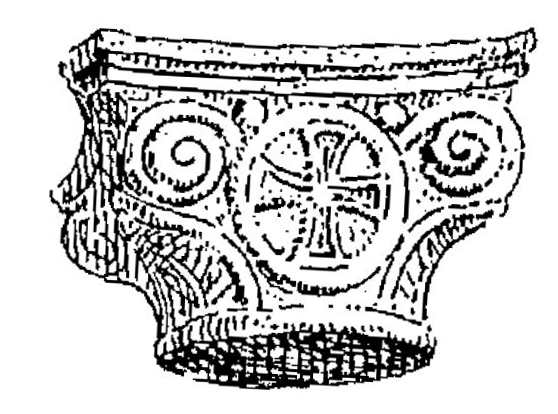
Capitel da igreja do "Monte C"

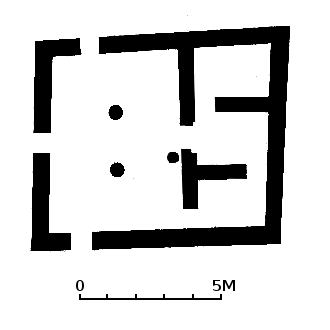
Planta do "Templo III A"

A existência de 400 igrejas foi registrada em todo o reino, mas a maioria ainda não foi localizada. Apenas sete foram identificados até agora, dados os nomes simples da igreja "A", "B", "C", "E", a igreja do "Monte C" em Soba, a igreja em Sacadi e a de Muçauarate Sufra. Igrejas "A" - "C", bem como a igreja do "Monte C" eram basílicas comparáveis às maiores igrejas macúrias. A de Sacadi foi uma inserção numa estrutura preexistente e a igreja "E" e a de Muçauarate Sufra eram igrejas "normais". Assim, as conhecidas casas de culto alódios podem ser categorizadas em três classes.
No "Monte B" em Soba fica o complexo autônomo das igrejas "A", "B" e "C". As igrejas "A" e "B", ambas provavelmente construídas em meados do século IX, eram grandes edifícios, o primeiro medindo 28 m × 24,5 m e o segundo 27 m × 22,5 m. A igreja "C" é bem menor  e foi construída após as outras duas, talvez após c. 900. Estas igrejas tinham muitas semelhanças, incluindo o nártex, entradas largas no eixo principal leste-oeste e púlpito ao longo do lado norte da nave. Diferenças são evidentes na espessura dos tijolos usados. A Igreja "C" não tinha corredores externos. Parece provável que o complexo era centro eclesiástico de Soba, se não do reino.
A igreja "E", em um monte natural, tinha 16,4 m × 10,6 m de tamanho (e como todas as estruturas de tijolos vermelhos em Soba, foi muito roubada). Seu leiaute era incomum, como seu nártex em forma de L. O telhado era sustentado por vigas de madeira apoiadas em pedestais de pedra. As paredes internas costumavam ser cobertas por lama pintada de branco; as paredes externas eram feitas de argamassa de cal branca. A igreja do "Monte C", talvez a mais antiga das igrejas de Soba, tinha cerca de 13,5 m de comprimento. Foi a única igreja alódia conhecida por ter incorporado colunas de pedra. Restam Muitos poucos restos dela e suas paredes, provavelmente feitas de tijolos vermelhos, desapareceram completamente. Cinco capitéis foram notadas, pertencendo a um estilo que apareceu na Núbia na virada do século VIII.
A igreja de Muçauarate Sufra, chamada "Templo III A", foi inicialmente um templo pagão, mas foi convertida em igreja, provavelmente logo após a conversão real em 580. Era retangular e ligeiramente inclinado, com 8,6 m – 8,8 m × 7,4 m – 7,6 m de tamanho. Foi dividido numa grande e três pequenas salas. O telhado, de forma indeterminada, era sustentado por vigas de madeira. Apesar de originalmente ser um templo cuxita, ainda tem semelhanças com igrejas construídas propositalmente, tendo, por exemplo, uma entrada tanto no lado norte quanto no sul. A igreja núbia mais conhecida do sul estava em Sacadi, um edifício de tijolo vermelho inserido num edifício preexistente de natureza desconhecida. Tinha uma nave, onde se projetavam duas paredes em forma de L, e pelo menos dois corredores com pilares retangulares de tijolos, bem como um leque de possivelmente três salas ao longo do extremo oeste, que era tipicamente um arranjo núbio.

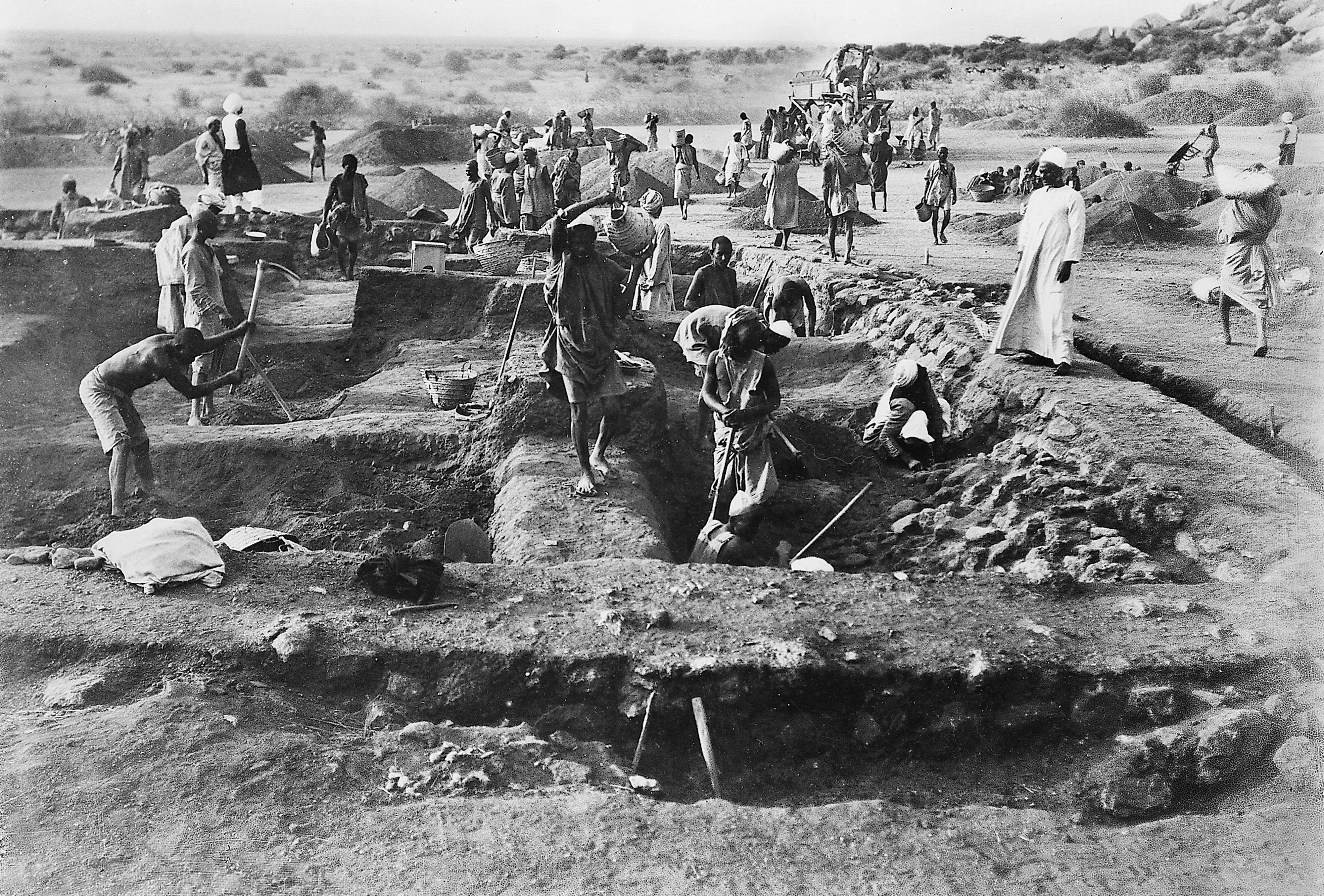
Descoberta de Sacadi em 1913

A arquitetura da igreja núbia foi grandemente influenciada pela do Egito, Síria e Armênia. A constelação do complexo do "Monte B" pode refletir influências bizantinas. As relações entre a arquitetura da Igreja de Macúria e Alódia permanecem incertas. O que parece claro é que as igrejas alódias careciam de entradas e tribunas orientais, características típicas de igrejas no norte da Núbia. Além disso, as igrejas alódias usavam mais madeira. Semelhanças com a arquitetura medieval da igreja etíope são mais difíceis de encontrar, apenas alguns detalhes combinando.

### Cerâmica
Na Núbia medieval, a cerâmica e sua decoração eram apreciadas como forma de arte. Até o século VII, o tipo de cerâmica mais comum encontrado em Soba era o chamado "Cerâmica Vermelha". Essas bacias hemisféricas feitas de rodas eram feitas de engobo vermelho ou laranja e pintadas com motivos separados como caixas com hachuras internas, motivos florais estilizados ou cruzes. Os contornos dos motivos foram desenhados em preto, enquanto os interiores eram brancos. Em seu desenho, são continuação direta de estilos cuxitas, com possíveis influências da Etiópia axumita. Devido sua relativa raridade, se sugeriu que foram importados, embora tenham semelhanças com a cerâmica chamada "Cerâmica de Soba", que os sucedeu.
A "Cerâmica de Soba" era um tipo feito com roda e decoração distinta muito diferente da encontrada no resto da Núbia. A forma da cerâmica era variada, assim como o repertório de decoração pintada. Uma das características mais marcantes foi o uso de rostos como decoração pintada. Foram simplificados, se não geométricos, em forma e com grandes olhos redondos. Este estilo é estranho para a Macúria e Egito, mas tem uma semelhança com pinturas e manuscritos da Etiópia. É possível que os oleiros copiassem os motivos de murais da igreja local. Também foi única a aplicação de saliências em forma de animal (prótomos). Vasos envidraçados também foram produzidos, copiando aquamanis persas sem atingir sua qualidade. A partir do século IX, "Cerâmica de Soba" foi sendo cada vez mais substituída por mercadorias finas importadas de Macúria.

## Economia

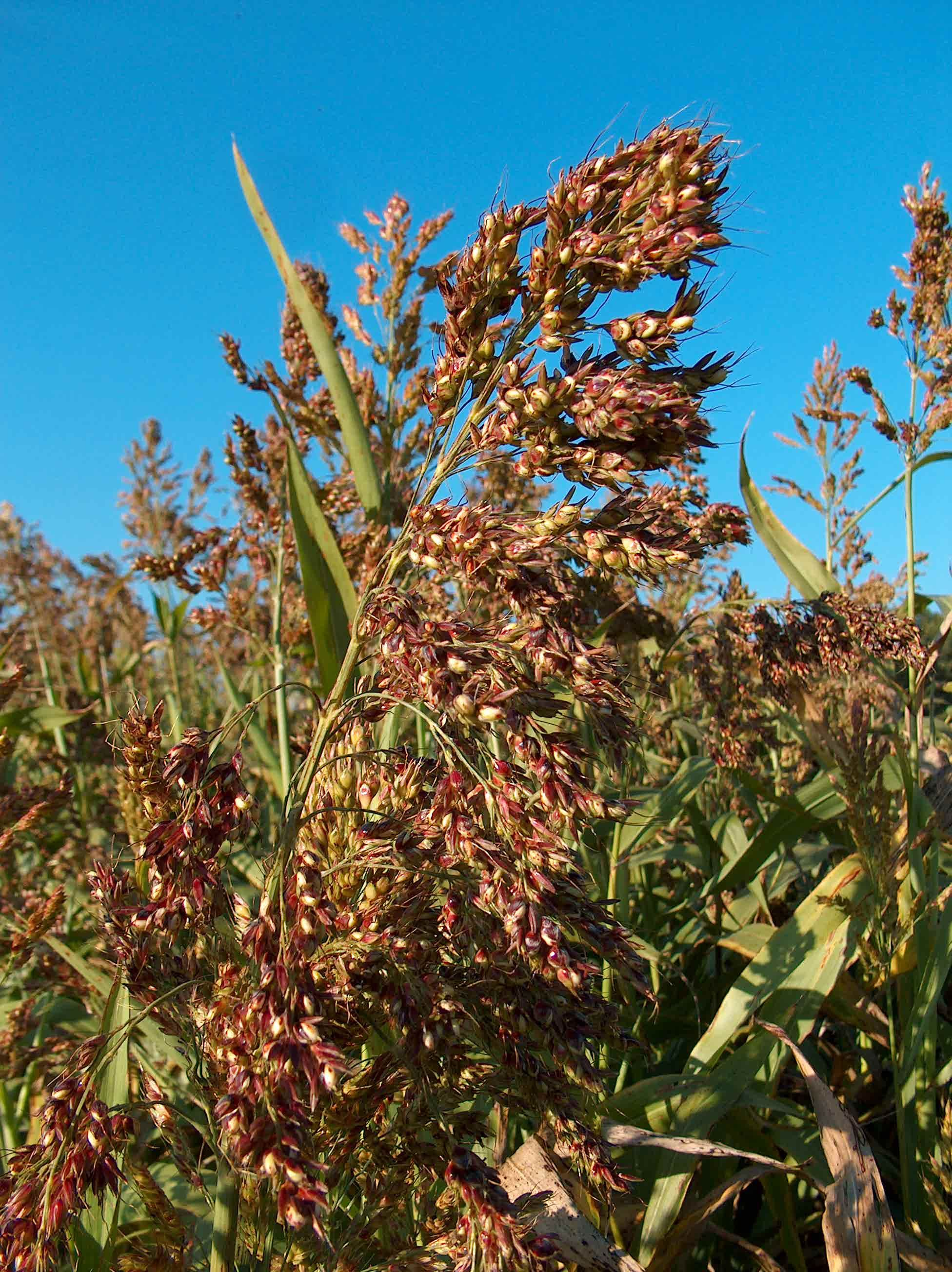
Sorgo era alimento básico da Núbia

### Agricultura
Alódia estava no cinturão de savana, dando-lhe uma vantagem econômica sobre seu vizinho do norte, Macúria. Segundo ibne Salim, as "provisões do país de Aluá e seu rei" vieram de Querça, que foi identificada com Gezira. Ao norte da confluência dos dois Nilo, a agricultura limitava-se a fazendas junto ao rio, regadas por dispositivos como o picota ou tímpano mais complexo. Em contraste, agricultores de Gezira lucraram com chuvas suficientes para fazer do cultivo pluvial o principal sustentáculo econômico. Registros arqueológicos forneceram informações sobre os tipos de alimentos cultivados e consumidos em Alódia. Em Soba, o cereal primário era o sorgo, embora também se soubesse que cevada e painço eram consumidos. Ibne Selim observou que sorgo foi usado para fazer cerveja e disse que vinhedos eram bastante raros em Alódia em comparação com Macúria. Há evidências arqueológicas de uvas.  De acordo com Dreses, cebolas, rabanetes, pepinos, melancias e colza também foram cultivados, mas nenhum foi encontrado em Soba. Em vez disso, figos, frutos de acácia, frutos de palma e tâmaras foram identificadas.
Agricultores sedentários formaram uma parte da agricultura de Alódia, o outro consistiu de nômades praticando pecuária. A relação entre esses grupos era simbiótica, resultando numa troca de mercadorias. Ibne Selim escreveu que a carne bovina era abundante em Alódia, que atribuiu à terra de pastagem abundante. Evidências arqueológicas de Soba atestam a relevância do gado, já que a maioria dos ossos de animais são atribuídos àquela espécie, seguidos pelos de ovelhas e cabras. Galinhas talvez também foram criadas em Soba, embora a prova arqueológica disponível seja muito limitada, provavelmente devido à natureza frágil dos ossos das aves. Não foram encontrados restos de porcos. Os restos de camelos foram notados, mas nenhum deles mostrava sinais de carnificina. A pesca e caça fizeram apenas contribuições menores à dieta geral de Soba.

### Comércio
O comércio era uma importante fonte de renda para Alódia. Soba serviu como centro comercial com rotas de comércio norte-sul e leste-oeste; bens chegaram no Reino de Macúria, Oriente Médio, África Ocidental, Índia e China. O comércio com Macúria possivelmente atravessou o deserto de Baiuda, seguindo Uádi Abu Dom ou Uádi Mucadam, enquanto outra rota passou de perto de Abu Hamade para Corosco, na Baixa Núbia. Uma rota que vai para leste originou-se em torno de Berber perto da confluência do Nilo e Atbara, terminando em Badi, Suaquém e Dalaque. O comerciante Benjamim de Tudela menciona uma rota indo para o oeste, de de Alódia a Zuila no Fezã. Evidência arqueológica para o comércio com a Etiópia é virtualmente ausente, embora relações comerciais sejam sugeridas por outras evidências.[c] Negociações com o mundo exterior foram tratadas sobretudo por mercadores árabes. Mercadores muçulmanos foram registrados como tendo atravessado a Núbia, com alguns vivendo num distrito em Soba.
As exportações da Alódia provavelmente incluíam matérias-primas como ouro, marfim, sal e outros produtos tropicais, bem como couros. De acordo com uma tradição oral, mercadores árabes vieram a Alodia para vender seda e têxteis, recebendo contas, dentes de elefante e couro em troca. Em Soba, seda e linho foram encontrados, ambos provavelmente originários do Egito.  A maior parte do vidro encontrado também foi importado. Benjamim de Tudela afirmou que os mercadores que viajavam de Alódia para Zuila carregavam couro, trigo, frutas, legumes e sal, enquanto carregavam ouro e pedras preciosas em seu retorno. Supõe-se que os escravos tenham sido exportados pela Núbia medieval. Adams postula que Alodia era um estado especializado em comércio de escravos que explorava as populações pagãs ao oeste e ao sul. A evidência de um comércio de escravos regulado é muito limitada.[d] É somente a partir do século XIX, após a queda dos reinos cristãos, que tais evidências começam a aparecer.

## Lista real
| Nome         | Data do reinado | Comentário |
| ------------ | --------------- | --- |
| Jorge        | ?               | Registrado numa inscrição em Soba. inscription at Soba.                                                                                 |
| Davi         | século IX ou X  | Registrado em sua tumba em Soba. Inicialmente pensou-se que governou entre 999–1015, but agora foi proposto que viveu nos séculos IX/X. |
| Eusébio      | ca. 938–955     | Mencionado por ibne Haucal. |
| Estêvão      | ca. 955         | Mencionado por ibne Haucal. |
| Moisés Jorge | c. 1155–1190    | Governante conjunto de Macúria e Alódia. Registrado em cartas de Forte Ibrim e num grafite de Faras.                                    |
| ?Basílio     | século XII      | Registrado numa carta árabe de Forte Ibrim.                                                                                             |
| ?Paulo       | século XII      | Registrado numa carta árabe de Forte Ibrim.                                                                                             |